# 12171 Johannink
12171 Johannink eller 2382 T-3 är en asteroid i huvudbältet som upptäcktes den 16 oktober 1977 av den nederländsk-amerikanske astronomen Tom Gehrels och det nederländska astronomparet Ingrid van Houten-Groeneveld och Cornelis Johannes van Houten vid Palomarobservatoriet. Den är uppkallad efter amatörastronomen Carl F. Johannink.
Asteroiden har en diameter på ungefär 6 kilometer.